# 塞里佐尔
塞里佐尔（法語：Cérizols）是法国阿列日省的一个市镇，属于圣吉龙区（Saint-Girons）圣克鲁瓦沃尔韦斯特尔县（Sainte-Croix-Volvestre）。该市镇2009年时的人口为142人。

## 人口
塞里佐尔人口变化图示
| 数据来源：INSEE |